# 말이야와 아이들
말이야와 아이들(영어: MariAndKids 마리앤키즈[*])은 대한민국의 어린이용 채널이다.

## 같이 보기
- 말이야
- 말이야와 친구들